# Île de Santa Maria
L'Île de Sainte-Marie (en portugais : Ilhéu de Santa Maria) est un îlot inhabité de l'archipel de Sotavento au Cap-Vert.

## Description
Situé au large de l'île de Santiago, l'îlot est d'origine volcanique. L'îlot a une superficie d'environ 0,05 kilomètre carré (12 acres) et mesure 420 mètres de long et 130 mètres de large.
Il est situé à l'entrée du port de Praia, en face de la Praia da Gamboa, près du centre-ville de Praia.

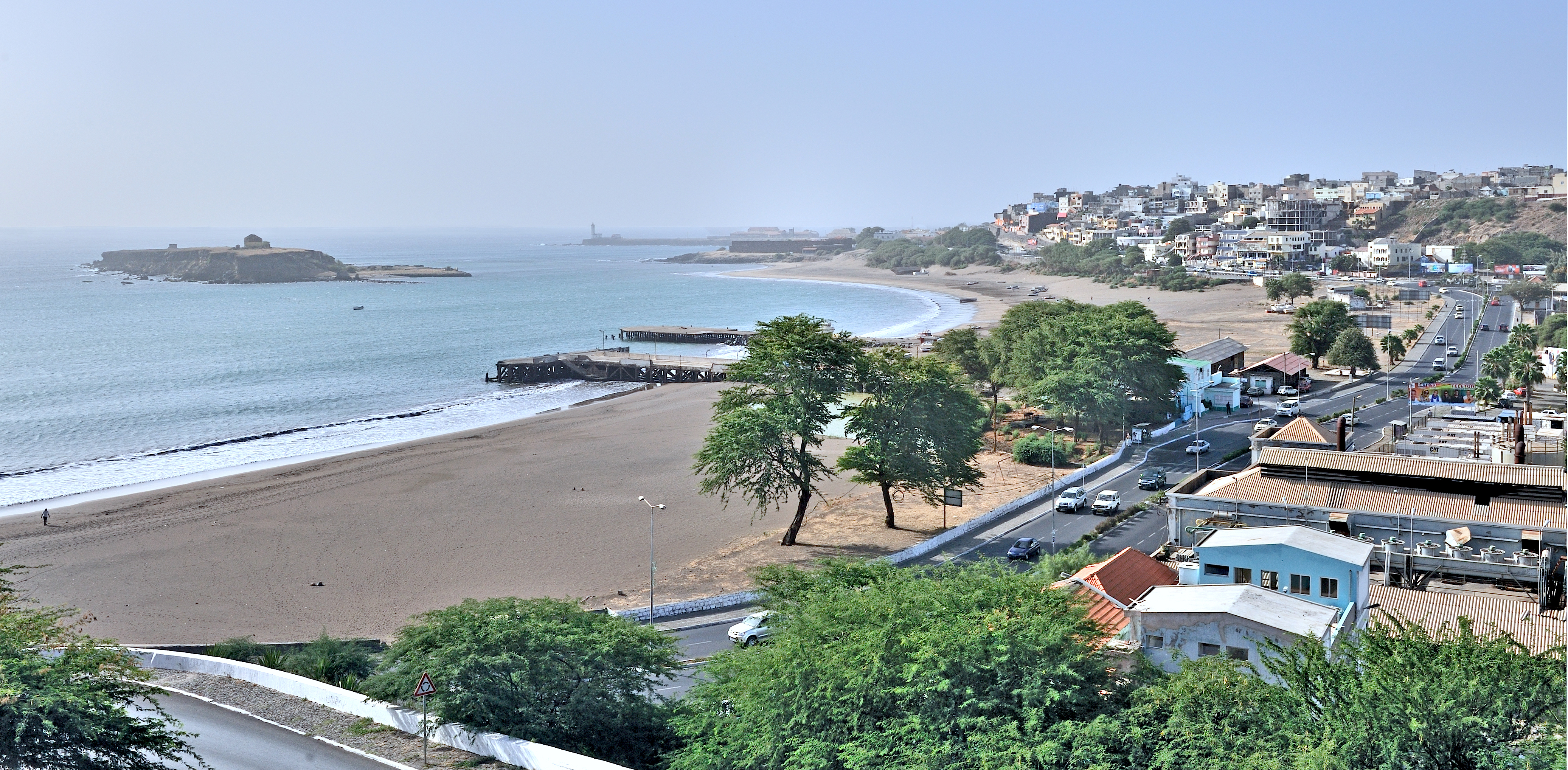
La côte de Praia et l'île deSainte-Marie.

## Histoire
Dans les années 1850, une douane  et des entrepôts ont été construits sur l'îlot.  
Les bâtiments ont également été utilisés pour la quarantaine, mais ceux-ci ont été déplacés dans les années 1870 vers le nouveau Lazareto de Ponta Temerosa.
En 2015, le gouvernement capverdien et la société chinoise Legend Development Company ont signé un accord pour la concession de l'îlot pour 75 ans et la construction d'un hôtel et d'un casino sur l'îlot.
Depuis mai 2018, le pont reliant l'îlot au continent est achevé et la construction de l'hôtel et du casino devait commencer en août 2018.
En octobre 2023, Le gouvernement cap-verdien a annoncé qu'il chercherait un autre investisseur pour construire l’hôtel-casino sur l'îlot de Santa Maria, après que le groupe Macau Legend Development ait déclaré qu'il n'allait plus continuer le projet.